# John Downey

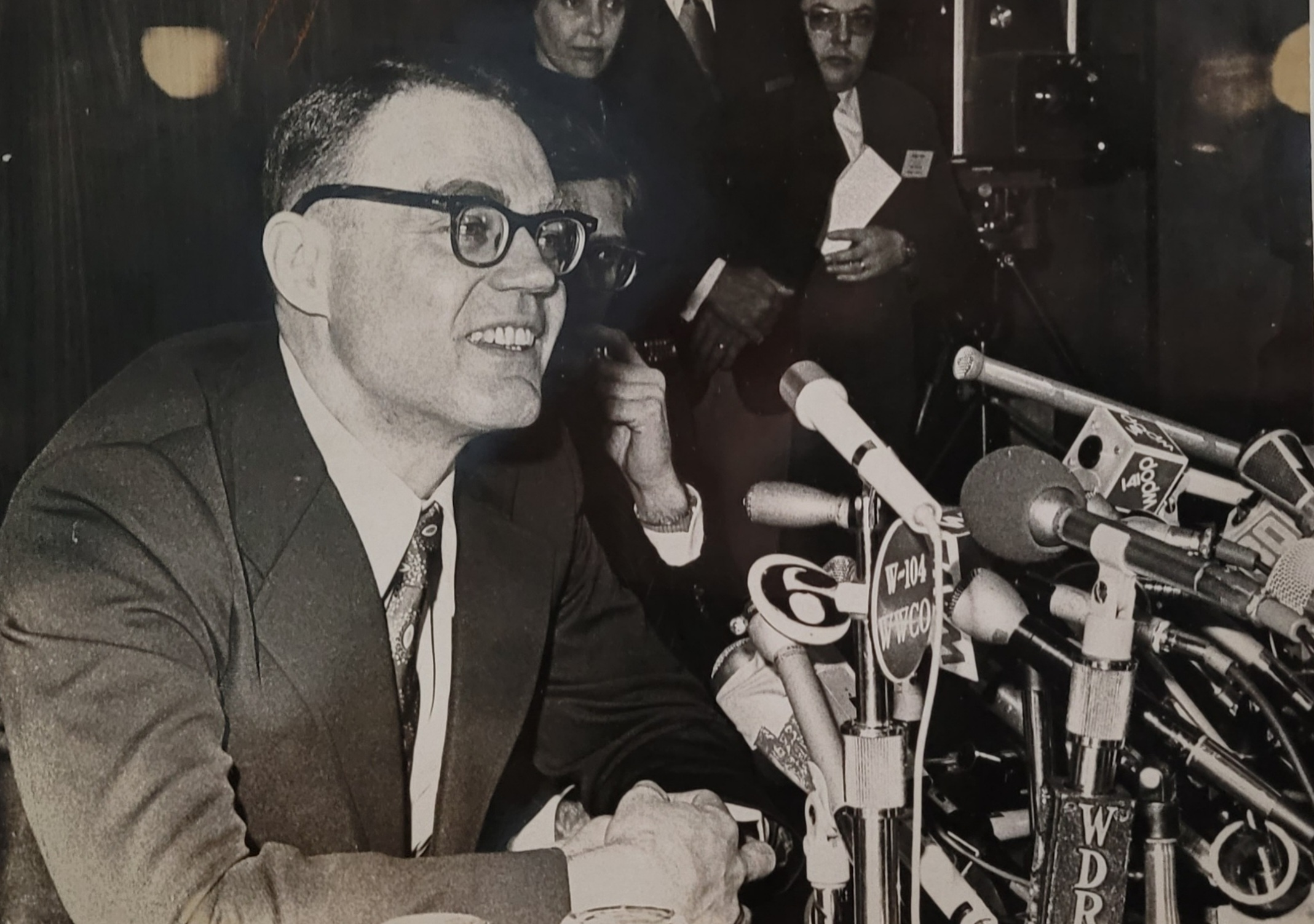
John Downey (1973)

John Downey (ur. 1930, zm. 17 listopada 2014) – amerykański szpieg, oficer Centralnej Agencji Wywiadowczej, wzięty do niewoli w Chinach 29 listopada 1952.
Podczas studiów na Uniwersytecie Yale został zwerbowany przez CIA. Po przeszkoleniu skierowano go do ściśle tajnej bazy agencji w Japonii, skąd agentów (głównie tych zwerbowanych na Tajwanie) po przeszkoleniu kierowano do Chin. Podczas jednej z takich operacji, 29 listopada 1952, nieoznakowana dakota C-47 została ostrzelana przez chińską artylerię przeciwlotniczą i zmuszona do lądowania. Na jej pokładzie, poza pilotami z Tajwanu i Downeyem, znajdował się jeszcze jeden oficer CIA, o nazwisku Richard Fecteau, i siedmiu tajwańskich agentów, których miano zrzucić w górach Mandżurii. Chińczycy, zorientowani o charakterze misji dzięki własnemu nasłuchowi radiowemu, aresztowali Downeya i Fecteau. Tajwańczyków prawdopodobnie stracono lub przewerbowano. Trzymając się ustalonej wcześniej wersji, Departament Stanu oświadczył, że samolot z dwoma pracownikami Departamentu Obrony – Fecteau i Downeyem – zaginął podczas rutynowego lotu z Seulu do Tokio; obu uznano oficjalnie za zmarłych. W tym samym czasie Stany Zjednoczone i Chiny doprowadziły do podpisania porozumienia o wymianie jeńców wojennych z zakończonego niedawno konfliktu koreańskiego. Ani Richard Fecteau, ani John Downey nie znaleźli się jednak na liście sporządzonej przez Amerykanów – spowodowane to było ukrywaniem przez władze amerykańskie faktu, że obaj byli pracownikami CIA. W 1957 Chińczycy, korzystając z kanałów pośrednich, ponownie złożyli propozycję zwolnienia skazanych oficerów, jednak ówczesny sekretarz stanu, John Foster Dulles, odrzucił tę propozycję.
Obu więźniów zwolniono dopiero po oficjalnym potwierdzeniu ich związków z CIA przez prezydenta Nixona. Richard Fecteau wyszedł na wolność w 1971, John Downey w 1973.